# Rosa Parks
Rosa „Lee” Louise McCauley Parks (Tuskegee, Alabama, 1913. február 4. – Detroit, Michigan, 2005. október 24.) afroamerikai polgárjogi aktivista, az amerikai feketék polgárjogi mozgalmának egyik vezéralakja.
Parks arról lett híres, hogy 1955-ben a buszvezető utasítása ellenére nem volt hajlandó átadni helyét a buszon egy fehér bőrű utasnak. Letartóztatása váltotta ki a montgomery-i buszbojkottot, a történelem egyik legsikeresebb, faji megkülönböztetés elleni megmozdulását, ami a polgárjogi mozgalom vezetőjévé emelte Martin Luther Kinget. Parks az amerikai kultúra és a polgárjogi küzdelmek egyik legjelentősebb alakjává vált.

## Fiatalkora
Az Alabama állambeli Tuskagee-ben született Rosa Louise McCauley néven, James McCauley asztalos és Leona McCauley tanárnő lányaként. Kisgyermekként gyakran betegeskedett, krónikus mandulagyulladásban szenvedett. Mikor szülei elváltak, Rosa édesanyjával Pine Level-be költözött, Montgomery városa mellé, ahol anyjával, anyai nagyszüleivel és öccsével, Sylvesterrel együtt élt egy farmon, itt lett az afrikai metodista episzkopális egyház híve, melynél élete végéig kitartott. Édesanyja, Leona otthon tanította tizenegy éves koráig, ekkor beíratták az ipari lányiskolába Montgomeryben, ahol a nagynénje élt. Itt tudományos és szakmai tárgyakat egyaránt tanult. Ezután egy kísérleti középiskolába iratkozott be, melyet az Alabamai Néger Tanárképző Főiskola (ma Alabamai Állami Egyetem) indított, de abba kellett hagynia a tanulást, hogy gondoskodjon beteg nagyanyjáról, majd édesanyjáról.
A Jim Crow-törvények értelmében a feketéket és fehéreket a déli államokban az élet minden területén elszigetelték egymástól, így a tömegközlekedési eszközökön is. A busz- és vasúti társaságok nem biztosítottak külön járműveket a más bőrszínűek számára, de az egyes járműveken külön üléseket tartottak fenn fehéreknek és feketéknek. Iskolabuszokat a fekete gyerekek számára egyáltalán nem biztosítottak. Parks később így írt gyermekkori emlékeiről abból az időből, mikor a Pine Level-i általános iskolába járva gyalogolnia kellett: „Mindennap láttam, ahogy elmegy a busz… Nekem azonban ez volt a természetes; nem volt más választásunk, mint elfogadni a szokásokat. A busz volt az első dolog, ami rádöbbentett, hogy létezik egy fekete világ és egy fehér világ.”
Bár Parks emlékirataiból kitűnik, hogy legkorábbi emlékei közé tartozik, hogy ismeretlen fehérek kedvesen bántak vele, a rasszizmust nem hagyhatta figyelmen kívül. Emlékezett rá, hogy mikor a Ku Klux Klan végigvonult az utcán, ahol a házuk állt, nagyapja fegyverrel állt az ajtóban. A Montgomery-i Ipari Lányiskolát, amit az északi államokból származó fehérek alapítottak és tartottak fenn, kétszer felgyújtották, a tantestületet a helyi fehérek kiközösítették.
Rosa 1932-ben édesanyja házában feleségül ment Raymond Parks montgomery-i borbélyhoz. Raymond a NAACP fekete polgárjogi szervezet tagja volt, és ebben az időben épp pénzt gyűjtött a „scottsboro-i fiúk” (fehér nők megerőszakolásával hamisan megvádolt fekete férfiak) támogatására. Házassága után Rosa több különböző munkakörben is dolgozott, volt többek között házvezetőnő és kórházi segédnővér is. Férje sürgetésére 1933-ban befejezte középiskolai tanulmányait (ebben az időben az afroamerikaiak kevesebb mint 7%-a végezte el a középiskolát). Annak ellenére, hogy a Jim Crow-törvények megnehezítették a feketék politikai szerepvállalását, Parksnak harmadszori próbálkozásra sikerült elérnie, hogy felvegyék a szavazók jegyzékébe.
1943 decemberében Parks aktív szerepet vállalt a polgárjogi mozgalomban, csatlakozott a NAACP montgomeryi szervezetéhez, és a szervezet elnöke, Edgar Nixon titkárnője lett. Később így beszélt erről: „Én voltam ott az egyetlen nő, és kellett nekik egy titkárnő, én pedig túl félénk voltam ahhoz, hogy nemet mondjak.” 1957-ig dolgozott titkárnőként. Az 1940-es években férjével együtt tagja volt a Szavazók Ligájának is. Kicsivel 1944 után rövid ideig a szövetségi tulajdonú Maxwelli Légierőbázison dolgozott, ahol a faji megkülönböztetést tiltották, ő pedig a fehérekkel együtt utazhatott a trolibuszon. Életrajzírójának később azt mondta: „Mondhatjuk, hogy Maxwell nyitotta fel a szemem.” Parks egy fehér házaspárnál, Clifford és Virginia Durrnál is dolgozott, mint házvezetőnő és varrónő. A liberális politikai beállítottságú Durr házaspár, akikkel összebarátkozott, bátorították és támogatták, hogy vegyen részt a munkások jogaiért és a faji egyenlőségért küzdő Highlander Folk School munkásságában a tennessee-i Monteagle-ben, 1955 nyarán.

## Polgárjogi aktivizmusa

### A bojkott előzményei
1944-ben Jackie Robinson hasonló összeütközésbe került a hadsereg egyik tisztjével a texasi Fort Hood-ban, és nem volt hajlandó a busz végébe ülni. Hadbíróság elé állították, majd felmentették.
A NAACP már korábban is vállalt ehhez hasonló ügyeket, mint például Irene Morgan ügyét tíz évvel korábban. Morgan ügye győzelemmel végződött az Egyesült Államok Legfelsőbb Bírósága előtt, a faji elkülönítésre vonatkozó törvényeket azonban csak az államok közt közlekedő járműveken szüntették meg. A fekete polgárjogi aktivisták megpróbálták a tizenöt éves Claudette Colvin ügyét felhasználni céljaikra. Colvin a montgomeryi Booker T. Washington középiskola diákja volt, és 1955. március 2-án nem volt hajlandó átadni a helyét a buszon egy fehér férfinak. Colvint letartóztatták, megbilincselték és erőszakkal leszállították a buszról, miközben azt kiabálta, hogy alkotmányos jogaiban sértették meg. Colvin ebben az időben a NAACP ifjúsági tanácsának aktív tagja volt; Parks tanácsadóként dolgozott ennél a csoportnál.

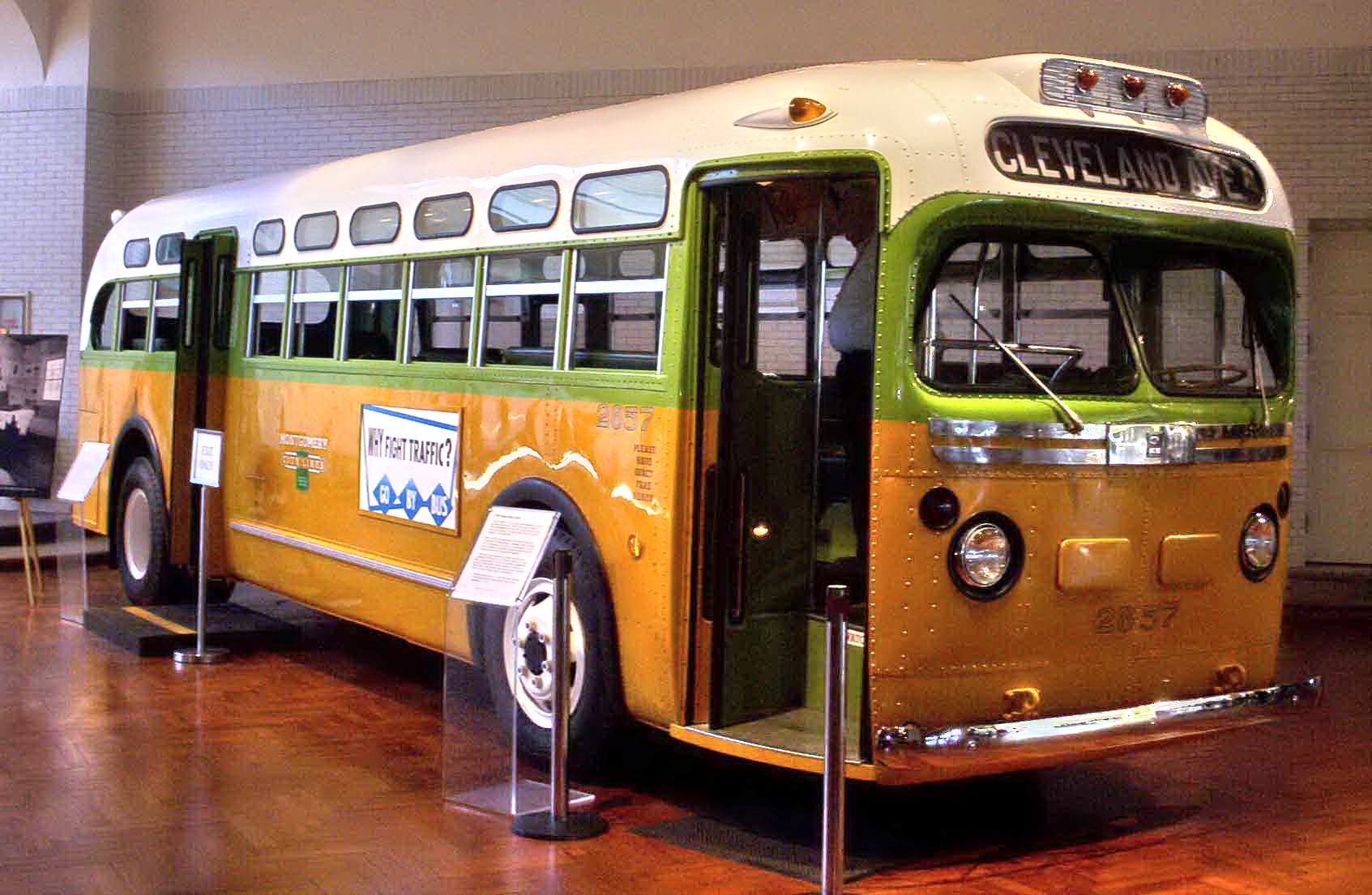
Rosa Parks busza a Henry Ford Múzeumban, a Detroit melletti Dearbornban

„Mrs. Parks azt mondta, mindig tegyük azt, ami helyes” – emlékezett vissza Colvin. Parks pénzt gyűjtött Colvin jogi védelmére, de mikor E. D. Nixon megtudta, hogy Colvint nem sokkal letartóztatása után teherbe ejtette egy nála jóval idősebb férfi (az eset nagy botrányt okozott a vallásos fekete közösségben), úgy döntött, Colvin nem megfelelő jelkép ügyüknek. Úgy gondolták, a faji elkülönítést pártoló sajtó Colvin terhességét a bojkott aláásására használja majd fel. Egyes történészek úgy tartják, hogy a polgárjogi aktivistákat, akik többnyire a középosztályhoz tartoztak, kényelmetlenül érintette Colvin szegény származása. A NAACP korábban már más tiltakozókat is alkalmatlannak talált arra, hogy kiállják az alapos vizsgálatot, aminek a faji megkülönböztetést előíró törvények megszüntetéséhez szükséges bírósági eljárás alávetné őket. Colvin arról is ismert volt, hogy gyakran vannak heves érzelmi kitörései és csúnyán beszél. A legtöbb ellene felhozott vádat ejtették, és a polgárjogi harcosok új okot kerestek a küzdelem megkezdéséhez.

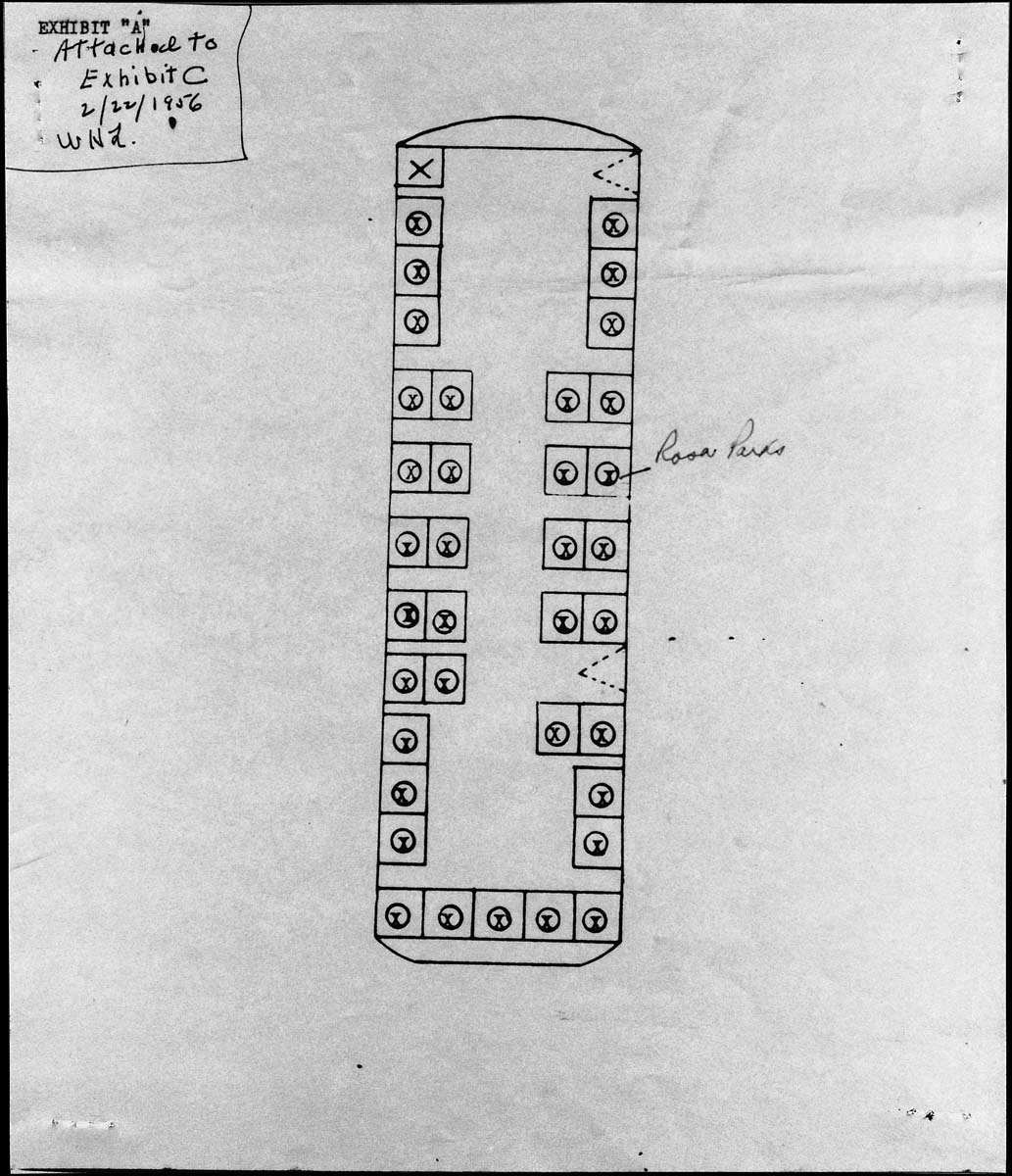
Az ülések elhelyezkedése a buszon, Parks helyének jelölésével az incidenskor

Az alabamai Montgomeryben a jogszabályok szerint volt kizárólag a fehéreknek fenntartott rész, amely a buszok első négy üléssora volt általában (10 ülés). A hátsó 26 ülésre ülhettek a feketék (72%), akik a busz utasainak több mint 75%-át alkották. Az elkülönített szakaszok mérete azonban aszerint változott, hogy mennyi fehér szeretett volna a buszon utazni. Egy mozgatható jel jelezte a határt a sorok között, és az volt a szokás, hogy a buszvezető a feketék helyeinek rovására bárhová áttehette a „színesek” ülőhelyeit jelző táblát, így a feketéknek fel kellett állniuk, hátraülniük, állniuk, vagy ha nem volt több hely, le kellett szállniuk a buszról. A feketék nem ülhettek fehérek mellett, csak másik sorban a jelzés túloldalán, így akár egy új fehér utas miatt is négy hellyel csökkent a feketék szakasza (9%-kal). Ha voltak fehérek a buszon, a feketék felszállhattak ugyan az első ajtón, hogy fizessenek a jegyért, de hátra nem mehettek a fehérek között, hanem le kellett szállniuk és a hátsó ajtón felszállniuk. Előfordult, hogy a busz elindult, mielőtt fel tudtak volna újra szállni a hátsó ajtón a jegyvásárlás után.
A fekete közösség éveken át panaszkodott az igazságtalanságok miatt, és ez alól Parks sem volt kivétel. „Nem a letartóztatásommal kezdődött az, hogy nem tetszett, ahogy a buszon bánnak velem… Nagyon sokat gyalogoltam Montgomeryben.” Parks először 1943-ban, egy esős napon került összeütközésbe egy buszvezetővel, James Blake-kel, aki ragaszkodott hozzá, hogy szálljon le és a hátsó ajtón szálljon fel. Siettette Parksot, aki direkt elejtette a táskáját, és kis időre leült egy, a fehérek számára fenntartott ülésre, hogy összeszedje a holmiját. A sofőrt ez feldühítette, és nem hagyta, hogy újra felszálljon: amint leszállt, elindult. Parks inkább több mint öt mérföldet gyalogolt hazáig az esőben, nem akart újra buszra szállni.

### Rosa Parks letartóztatása
1955. december 1-jén, csütörtökön, este 6 órakor, miután egész nap a Montgomery Fair áruházban dolgozott, Parks felszállt a Cleveland Avenue-i buszra Montgomery belvárosában. Fizetett, majd leült egy üres helyre a feketéknek fenntartott rész első sorában, a busz közepén, közvetlenül a fehéreknek fenntartott tíz hely mögött. Először nem vette észre, hogy a buszsofőr ugyanaz a James Blake volt, aki 1943-ban otthagyta az esőben. Ahogy a busz haladt tovább, lassan megteltek a fehéreknek fenntartott helyek. A harmadik megállónál, az Empire színház előtt újabb fehérek szálltak fel. Blake szokása szerint körülnézett, látta, hogy a fehérek ülőhelyei megteltek, és két vagy három ember még áll, ezért Parks mögé tette az elválasztótáblát, és rászólt az ott ülő négy feketére, hogy álljanak fel és adják át a helyüket. Évekkel később, visszaemlékezve erre a napra Parks azt mondta, „Mikor a fehér sofőr felénk lépett, intett, és megparancsolta, hogy keljünk fel a helyünkről, éreztem, hogy úgy borít el az elszántság, mint a takaró egy téli éjszakán.”
Parks visszaemlékezése szerint Blake azt mondta, „Jobb, ha nem akadékoskodnak és átadják azokat a helyeket.” Hárman engedelmeskedtek. Parks így emlékszik: „A sofőr azt akarta, hogy álljunk fel mind a négyen. Először nem mozdultunk, de azt mondta, 'Adják át azokat a helyeket.' A másik három ember felkelt, de én nem.”
A mellette ülő fekete férfi felállt. Parks beljebb ült, az ablak mellé; nem kelt fel, hogy az áthelyezett elválasztó mögé üljön. Blake ekkor megszólította. „Miért nem kel fel?” „Azt mondtam, nem hiszem, hogy fel kellene kelnem” – felelte Parks. Blake ekkor hívta a rendőrséget. Parks így idézte fel a történteket az Eyes on the Prize című, a polgárjogi mozgalmat feldolgozó 1987-es tévésorozatban: „Mikor látta, hogy még mindig ülök, megkérdezte, felállok-e, én pedig nemmel feleltem. Ekkor azt mondta, 'Ha nem áll fel, hívom a rendőrséget és letartóztattatom.' Mire én: 'Rendben, tegye.'”
1956-ban egy Sydney Rogers készítette rádióinterjúban West Oaklandben, hónapokkal letartóztatása után Parks, mikor megkérdezték, miért döntött úgy, hogy nem adja át a helyét, azt mondta: „Egyszer s mindenkorra tudni akartam, mik a jogaim mint emberi lénynek és mint az Alabama állambeli Montgomery polgárának.”
Önéletrajzában („Rosa Parks: My Story”, magyarul a Én, Rosa Parks jelent meg) szintén részletezte indíttatását (116. o.):
Az emberek mindig azt mondják, azért nem adtam át a helyem, mert fáradt voltam, de ez nem igaz. Nem fizikailag voltam fáradt, nem voltam fáradtabb, mint bármelyik munkanap után. Nem voltam idős, bár sokan idős asszonynak képzelnek el. Negyvenkét éves voltam. Az egyetlen dolog, amibe belefáradtam, az az engedelmeskedés volt.
Mikor Parks nem volt hajlandó átadni a helyét, egy rendőrtiszt letartóztatta. Mikor elvezették, megkérdezte a tisztet: „Miért bánik így velünk?” A tiszt válasza Parks visszaemlékezése szerint így hangzott: „Nem tudom, de a törvény az törvény, és maga le van tartóztatva.” Parks később azt mondta, „Csak annyit tudtam, miközben letartóztattak, hogy ez volt az utolsó alkalom, hogy ilyen megaláztatásnak tettem ki magam.”
Parksot Montgomery városa faji elkülönítésről szóló törvényének 6. fejezete 11. paragrafusának megszegésével vádolták meg, bár tulajdonképpen nem a fehéreknek fenntartott helyet foglalta el, hanem a színesek részlegében ült. E. D. Nixon és Clifford Durr december 1-je estéjén kihozták a börtönből, Nixon pedig meggyőzte, hogy engedje, hogy ügyét felhasználják ahhoz, hogy megkérdőjelezzék a város szabályainak jogosságát a faji elkülönítésről a buszokon. Aznap este Nixon tárgyalt az Alabamai Állami Főiskola professzorával, Jo Ann Robinsonnal Parks ügyéről; és beszélt Fred Gray afroamerikai ügyvéddel is. Úgy döntöttek, hogy az elkülönítés eltörlését a buszokon leginkább egy egynapos bojkottal lehetne elérni. Nixon és Robinson még aznap este megszervezték a bojkottot. Nixon késő estig azzal töltötte az időt, hogy fontos montgomeryi fekete polgárjogi vezetőkkel beszélt, a támogatásukat kérve.
Négy nappal később Parksot zavarkeltő magatartás és a helyi rend megszegése vádjával bíróság elé állították. A tárgyalás harminc percig tartott. Bűnösnek találták, és 10 dollár bírságot, valamint 4 dollár bírósági ügyintézési díj megfizetését szabtak ki rá. Parks fellebbezett, és hivatalosan is kétségbe vonta a faji elkülönítés jogosságát. Egy 1962-es rádióinterjúban, melyet a National Public Radio munkatársa, Lynn Neary készített vele, Parks így nyilatkozott:
Nem akartam, hogy igazságtalanul bánjanak velem, hogy megfosszanak egy ülőhelytől, amiért fizettem. Itt volt az idő… itt volt a lehetőség, hogy kiálljak azért, amiben hiszek, hogy kifejezzem, mit éreztem, mikor így bántak velem. Nem akartam, hogy letartóztassanak, épp elég dolgom volt anélkül is, hogy börtönbe kerüljek, de mikor döntenem kellett, nem haboztam, mert úgy éreztem, túl sokat kellett már elviselnem. Minél többször megadtuk magunkat, minél többször együttműködtünk ezzel a bánásmóddal, annál inkább elnyomtak minket.
1955. december 5-én, hétfőn egy 16-18 emberből álló csoport gyűlt össze a Mt. Zion templomnál, hogy megbeszélje a bojkottot. Úgy határoztak, hogy egy új szervezetre lesz szükség a bojkott irányításához arra az esetre, ha folytatódna. Ralph David Abernathy tiszteletes javasolta a „Montgomery Fejlődéséért Szövetség” (Montgomery Improvement Association, MIA) nevet. Vezetőjük egy újonnan Montgomerybe költözött ember, a Dexter sugárúti baptista templom fiatal és kevéssé ismert lelkésze, dr. Martin Luther King, Jr lett.
Aznap, hétfő éjjel az afroamerikai közösség 50 tagja gyűlt össze, hogy megbeszéljék, mivel reagáljanak Parks letartóztatására. „Istenem, nézzék, mit adott a kezembe a faji elkülönítés!” mondta E. D. Nixon. Parks ideális alanynak bizonyult arra, hogy szembeszálljanak a város és az állam elkülönítésre irányuló törvényeivel. Míg a tizenöt éves, házasságon kívül teherbe esett Claudette Colvin alkalmatlannak tűnt arra, hogy egy polgárjogi mozgalom központi alakjává váljon, King szerint „Mrs. Parks Montgomery egyik legtiszteletreméltóbb polgára volt – nem legtiszteletreméltóbb néger polgára, hanem Montgomery egyik legtiszteletreméltóbb polgára.” Parks tisztességes férjes asszony volt, dolgozó nő, csendes, elegáns megjelenésű, és értett a politikához.

### A montgomeryi buszbojkott
1955. december 4-én kihirdették a montgomeryi buszbojkott terveit a környék feketék által látogatott templomaiban és a The Montgomery Advertiser címlapján. Aznap éjjel egy templomi nagygyűlésen a résztvevők névtelen szavazással megegyeztek, hogy addig folytatják a bojkottot, amíg elérik, amit akarnak: udvariasan bánnak velük a buszokon, fekete sofőröket is felvesznek, és az ül le először a buszok közepében lévő helyekre, aki elsőnek érkezik.
Parks tárgyalásának napján, 1955. december 5-én a Nők Politikai Tanácsa 35 000 szórólapot osztott ki, arra kérve a feketéket, hogy bojkottálják a montgomeryi tömegközlekedés buszait. A felirat így szólt: „Kérünk (…) minden négert, hogy a letartóztatás és tárgyalás elleni tiltakozásul (…) ne használják a buszokat. Egy napra megengedhetik maguknak, hogy kimaradjanak az iskolából, munkába pedig mehetnek taxival vagy gyalog. Kérjük a gyerekeket és felnőtteket, ne szálljanak buszra hétfőn. Kérjük, maradjanak távol a buszoktól hétfőn.”
Esett aznap az eső, de a fekete közösség megtartotta a bojkottot. Egyesek kocsival fuvarozták egymást, mások feketék által üzemeltetett taxival közlekedtek, ami ugyanannyiba került, mint a buszok, 10 centbe. A 40 000 ingázó fekete nagy része gyalogolt, egyesek akár 20 mérföldnyire is. A bojkott végül 381 napig tartott. Több tucat busz állt tétlenül hónapokon át, a busztársaság nagy pénzügyi veszteséget szenvedett, míg végül eltörölték a faji elkülönítésről szóló törvényt.
Az elkülönítés hívei terrorral válaszoltak. A feketék által látogatott templomokat felgyújtották vagy felrobbantották. 1956. január 30-án, a kora reggeli órákban Martin Luther King otthonára bombát dobtak, és E. D. Nixon otthonát is megtámadták. A feketék buszbojkottja azonban így is az egyik legsikeresebb faji megkülönböztetés elleni mozgalommá vált, több más tiltakozást is kiváltott, és Kinget a polgárjogi küzdelem élére állította.
Rosa Parks nemcsak a bojkott kiváltásában játszott fontos szerepet, hanem felhívta a figyelmet az afroamerikaiak egyenlőségért való küzdelmére és a polgárjogi harcokra. King 1958-ban megjelent Lépések a szabadság felé című könyvében azt írta, hogy Parks letartóztatása nem kiváltotta, csak felgyorsította a tiltakozást. „Az ok mélyen rejlett, a hasonló igazságtalanságok sorában. (…) Senki nem értheti meg Mrs. Parks tettét anélkül, hogy megértené: a türelem pohara végül betelik, és felkiált az emberi lélek: 'Nem bírom tovább!'”
A montgomeryi buszbojkott ösztönözte a dél-afrikai Alexandria városának buszbojkottját is, ami az egyik oka volt a fekete többség radikalizálódásának az Afrikai Nemzeti Kongresszus irányítása alatt álló országban.

### Browder kontra Gayle
A buszbojkott megkezdése után a fekete vezetők tárgyalni kezdtek a buszokon fennálló faji elkülönítést előíró városi és állami törvényekkel való szembeszállás szükségességéről. Két hónappal a bojkott megkezdése után a feketék jogászai újra figyelembe vették Claudette Colvin ügyét. Fred Gray, E. D. Nixon és Clifford Durr ügyvédek megpróbáltak egy olyan esetet keresni, amelynek a központba állításával megkérdőjelezhetik a buszokra érvényes faji elkülönítési törvényeket. Parks esetét nem használhatták, mert bűnügyként először az állami bíróságon kellett volna tárgyalni, mielőtt fellebbezni lehetett volna a szövetségi bíróság felé; a város és az állam elöljárói évekig elhúzták volna a végső döntést. Ezenkívül Durr úgy vélte, előfordulhatott volna, hogy az ügy mindössze Parks ítéletének érvénytelenítésével végződik, nem az elkülönítésről szóló törvények megváltoztatásával.
Gray igyekezett megfelelőbb alanyt találni a NAACP jogi tanácsadói, Robert Carter és a Legfelsőbb Bíróság későbbi tagja, Thurgood Marshall segítségével. Felkereste Aurelia Browdert, Susie McDonaldot, Claudette Colvint és Mary Louise Smith-t, akiket előző évben igazságtalanság ért a montgomeryi busztársaság részéről. Mind beleegyeztek, hogy vádlóként részt vesznek egy peres ügy megindításában. 1956. február 1-jén Fred Gray benyújtotta a keresetet a Browder kontra Gayle ügyben (Browder egy montgomeryi háziasszony volt, Gayle pedig a város polgármestere). Ez az ügy vetett végül véget a faji elkülönítésnek a buszokon.
1956. június 19-én a bíróság úgy döntött, hogy az Alabamai Törvénykönyv 1940-es törvénye 48. törvénycikkének 301. (31a, 31b és 31c) paragrafusa és Montgomery Város Törvénykönyve 1952. 6. fejezetének 10. és 11. paragrafusa „megfosztja a felpereseket és más, hasonló helyzetben lévő néger állampolgárokat a törvény előtti egyenlő védelem jogától, melyet a tizennegyedik alkotmánykiegészítés biztosít számukra.” (Browder kontra Gayle, 1956). A bíróság úgy döntött, hogy az 1954-es, Brown kontra Oktatásügyi Bizottság döntés alkalmazható Browder és Gayle ügyére is. 1956. november 13-án az Egyesült Államok Legfelsőbb Bírósága alkotmányba ütközőnek ítélte és törvényen kívül helyezte a faji alapú elkülönítést a buszokon. A bírósági döntés híre 1956. december 20-án érkezett meg az alabamai Montgomerybe, a buszbojkott pedig másnap véget ért. A bírósági döntést azonban újabb erőszakhullám követte, többször rálőttek buszokra és King otthonára, több templomot és lelkészlakot bombatámadás ért.

## A későbbi évek
Letartóztatását követően Rosa Parks az amerikai polgárjogi mozgalom szimbóluma lett, de emiatt nehézségekkel szembesült. Elveszítette munkáját az áruházban, férje pedig felmondott, miután főnöke megtiltotta, hogy feleségéről vagy a perről beszéljen. Parks járta az országot és beszédeket tartott. 1957-ben a Parks házaspár elhagyta Montgomeryt, és a Virginia állambeli Hamptonba költöztek, részben mert Parks nem talált állást, részben pedig mert nem mindenben értettek egyet Kinggel és a montgomeryi polgárjogi mozgalom többi vezetőjével. Hamptonban egy kocsmában talált állást. Később öccse, Sylvester kérésére Rosa, férje, Raymond és édesanyja, Leona a michigani Detroitba költöztek.
Parks varrónőként dolgozott 1965-ig, ekkor Michigan állam demokrata képviselője, John Conyers felvette titkárnőnek és recepciósnak. Itt dolgozott 1988-as nyugdíjba vonulásáig. Egy, a CNN által készített telefoninterjúban 2005. október 24-én Conyers így emlékezett vissza: „Tisztelettel bántunk vele, mert olyan csöndes volt, olyan nyugodt – nagyon különleges teremtés. […] Csak egyetlen Rosa Parks létezik.”
Parks később az Amerikai Családtervezési Szolgálat szóvivője is volt.
Férje tiszteletére Rosa Parks Elaine Eason Steele-lel közösen megalapította a Rosa és Raymond Parks Intézményt (Rosa and Raymond Parks Institute for Self Development) 1987 februárjában (Raymond 1977-ben hunyt el rákban). Az intézmény szervezi a „Szabadság ösvénye” buszkörutakat, melyek célja, hogy megismertessék a fiatalokkal a fontos emberi jogokat és a Földalatti Vasút állomáshelyeit. (Egy 1997-es útjuk során a busz folyóba zuhant, és az egyik kísérő, Parks fogadott unokája, Adisa Foluke életét vesztette, többen pedig megsebesültek.)
Parks 1992-ben megjelentette önéletrajzát Rosa Parks: My Story címmel. A fiatal olvasóközönségnek szánt műben részletezi életét és hogy mik vezettek ahhoz a döntéséhez, hogy ne adja át a helyét. 1995-ben adta ki visszaemlékezéseit Quiet Strength (Nyugodt erő) címmel. Ennek fő témája, hogy vallásos hite milyen szerepet játszott életében.
1994. augusztus 30-án a 81 éves Rosa Parksot egy afroamerikai drogfüggő, Joseph Skipper megtámadta detroiti otthonában. Az eset Amerika-szerte felháborodást keltett. Letartóztatása után Skipper azt mondta, nem tudta, hogy Parks házába tör be, de mikor meglátta, felismerte. Megkérdezte, „Hé, maga nem Rosa Parks?”, mire ő igennel felelt, és mikor Skipper pénzt követelt, adott neki három dollárt, majd amikor még többet követelt, még 50-et. Skipper ezután megütötte Rosát, és elmenekült. Letartóztatták és több rendbeli betörésért és magánlaksértésért, melyeket Parks és más, a környéken lakók ellen követett el, 1995. augusztus 8-án 8 és 15 év közti börtönbüntetésre ítélték.
A Barbershop című, 2002-ben készült film egyik jelenete arra késztette Jesse Jackson és Al Sharpton polgárjogi aktivistákat, hogy bojkottot indítsanak a film ellen. A Barbershop szereplői korábbi esetekről beszélnek, ahol afroamerikaiak nem voltak hajlandóak átadni a helyüket, és az egyik jelenetben egy borbély azt állította, hogy csak azért éppen Rosa Parks lett híres, mert a NAACP titkárnőjeként dolgozott.

## Fordítás
- Ez a szócikk részben vagy egészben  a   Rosa Parks című angol Wikipédia-szócikk fordításán alapul.  Az eredeti cikk szerkesztőit annak laptörténete sorolja fel. Ez a jelzés csupán a megfogalmazás eredetét és a szerzői jogokat jelzi, nem szolgál a cikkben szereplő információk forrásmegjelöléseként.